# Linda fasciculata
Linda fasciculata är en skalbaggsart som beskrevs av Maurice Pic 1902. Linda fasciculata ingår i släktet Linda och familjen långhorningar. Inga underarter finns listade i Catalogue of Life.